# Dąb Chrobry w Nogacie
Dąb Chrobry – pomnikowy dąb szypułkowy, rosnący w Nogacie (w powiecie grudziądzkim), za dworem.

## Charakterystyka
To drzewo z grubym pniem o obwodzie 886 cm (w 2013 roku) oraz wysokości 17 m. Jeszcze w latach 2007 oraz 2012 jego obwód wynosił 901 cm. Niegdyś  było to znacznie wyższe i grubsze drzewo. W publikacji Najstarsze drzewa w Polsce z 1992 roku, autorstwa dra. Cezarego Pacyniaka podano obwód 943 cm i wysokość - 27,5 m. Pomiary te pochodzą, jak zaznaczył autor, sprzed 1984 roku. W latach późniejszych Chrobry stracił większą część pnia, który został ucięty na wysokości 11 m.
Sędziwy dąb jest jednym z najgrubszych i najstarszych na terenie kraju.
Wiek tego dębu w 2016 roku wynosił około 619 lat.

## Ochrona i stan zdrowotny
Dąb jest w ostatnim stadium zamierania, pozbawiony kory pień jest całkowicie wypróchniały, z rozległym ubytkiem kominowym. Drzewo ponadto rozkładają grzyby, w tym ozorek dębowy, będący pod ochroną oraz szkodniki owadzie. Chrobry ma jedynie kilka gałęzi ulistnionych drobnymi liśćmi.
Zły stan wiekowego okazu jest spowodowany zaniedbaniami w pielęgnacji drzewa oraz czynniki losowe - odłamanie, prawdopodobnie przez wiatr, większej części kłody pnia i jej późniejsze przycięcie w ramach konserwacji przyspieszyło zamieranie Chrobrego.